# Mordella clavicornis
Mordella clavicornis es una especie de coleóptero de la familia Mordellidae.

## Distribución geográfica
Habita en México, Honduras, Guatemala,  Nicaragua.